# یانکیووئه
یانکیووئه (به اسپانیایی: Llanquihue) یک شهرستان در شیلی است که در Llanquihue Province واقع شده‌است. یانکیووئه ۴۲۰٫۸ کیلومتر مربع مساحت و ۱۶٬۲۴۹ نفر جمعیت دارد و ۵۵ متر بالاتر از سطح دریا واقع شده‌است.